# Суриков, Константин Юрьевич
Константи́н Ю́рьевич Су́риков — российский государственный и политический деятель. Председатель Правительства Республики Ингушетия с 9 сентября 2019 по 27 января 2020.

## Биография
Выпускник Томского государственного университета, кандидат экономических наук. Также учился в Академии народного хозяйства при президенте РФ и Самарском государственном экономическом университете.
Работал на должности советника председателя правления ООО КБ «Союзный» и ООО КБ «Столичный кредит».
Занимал различные должности в органах Центрального банка Российской Федерации — управляющий отделением по Самарской области Волго-Вятского ГУ Банка России, в 2014 году — начальник главного управления Банка России по Самарской области.
С 2018 по 2019 — помощник-советник главы Ингушетии.
С 9 сентября 2019 по 27 января 2020 — Председатель Правительства Республики Ингушетия.
С января 2020 — советник главы Ингушетии по инвестиционной политики в постоянном представительстве Республики Ингушетия в Москве.

## Семья
Женат, имеет двоих детей.